# Mälarborgen

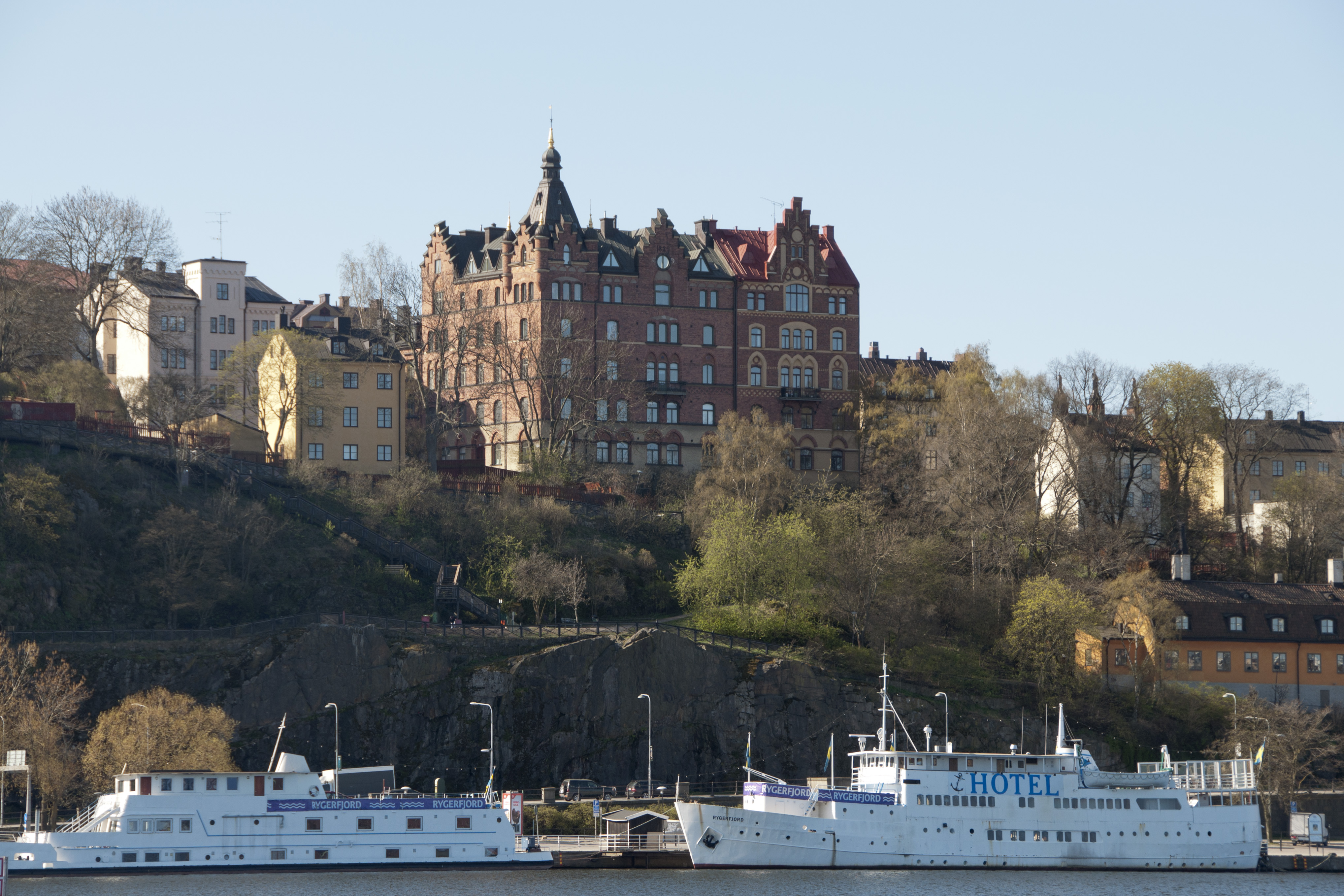
Mälarborgen och Bastugatan 40 sedd från Riddarfjärden

Mälarborgen är en byggnad i kvarteret Kattfoten mindre på Södermalm i Stockholm. Mälarborgen är blåklassad av Stockholms stadsmuseum vilket innebär att det kulturhistoriska värdet anses motsvara kraven för byggnadsminnesmärkning.

## Historik

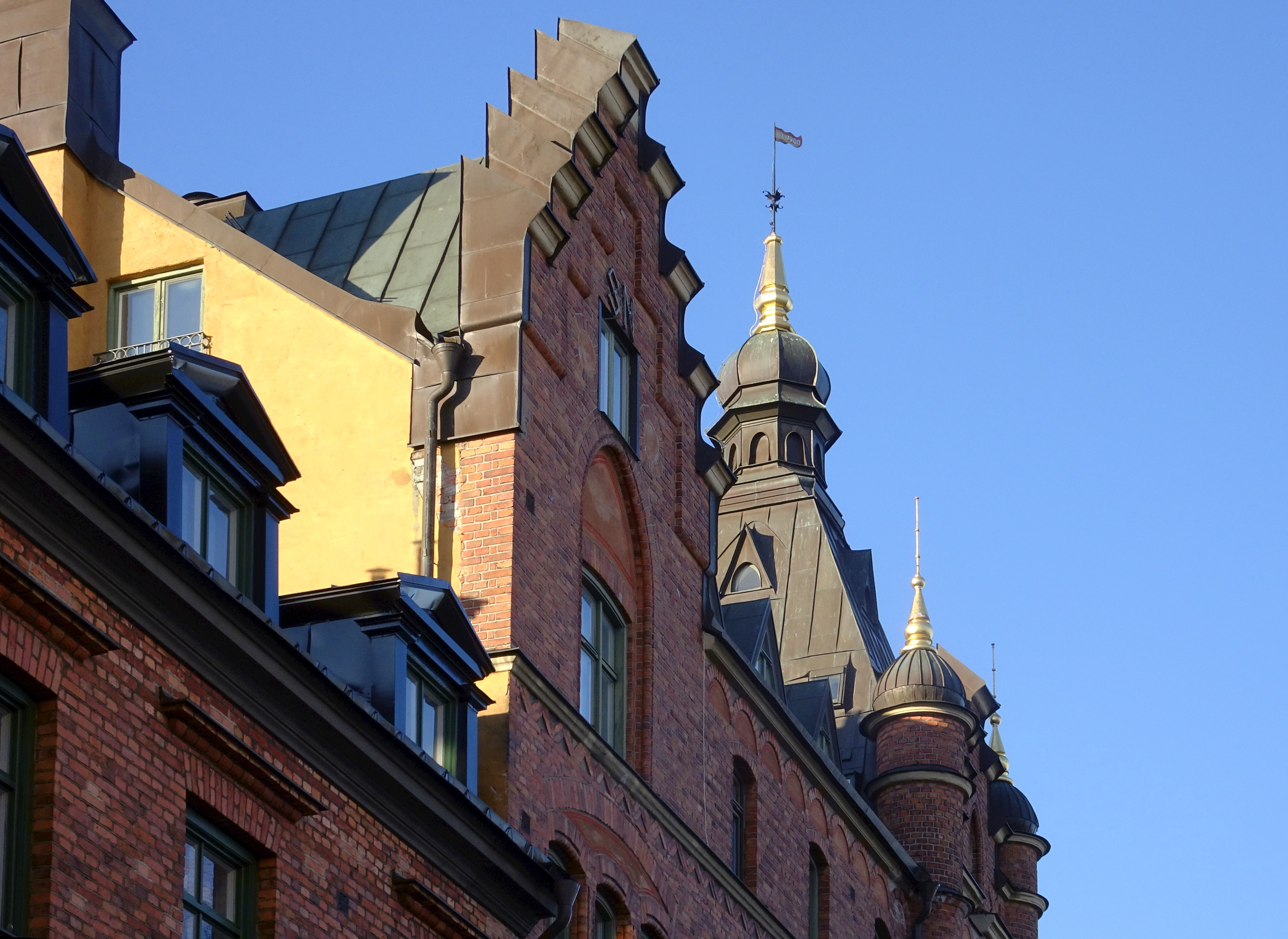
Fasaddetalj med tornet.

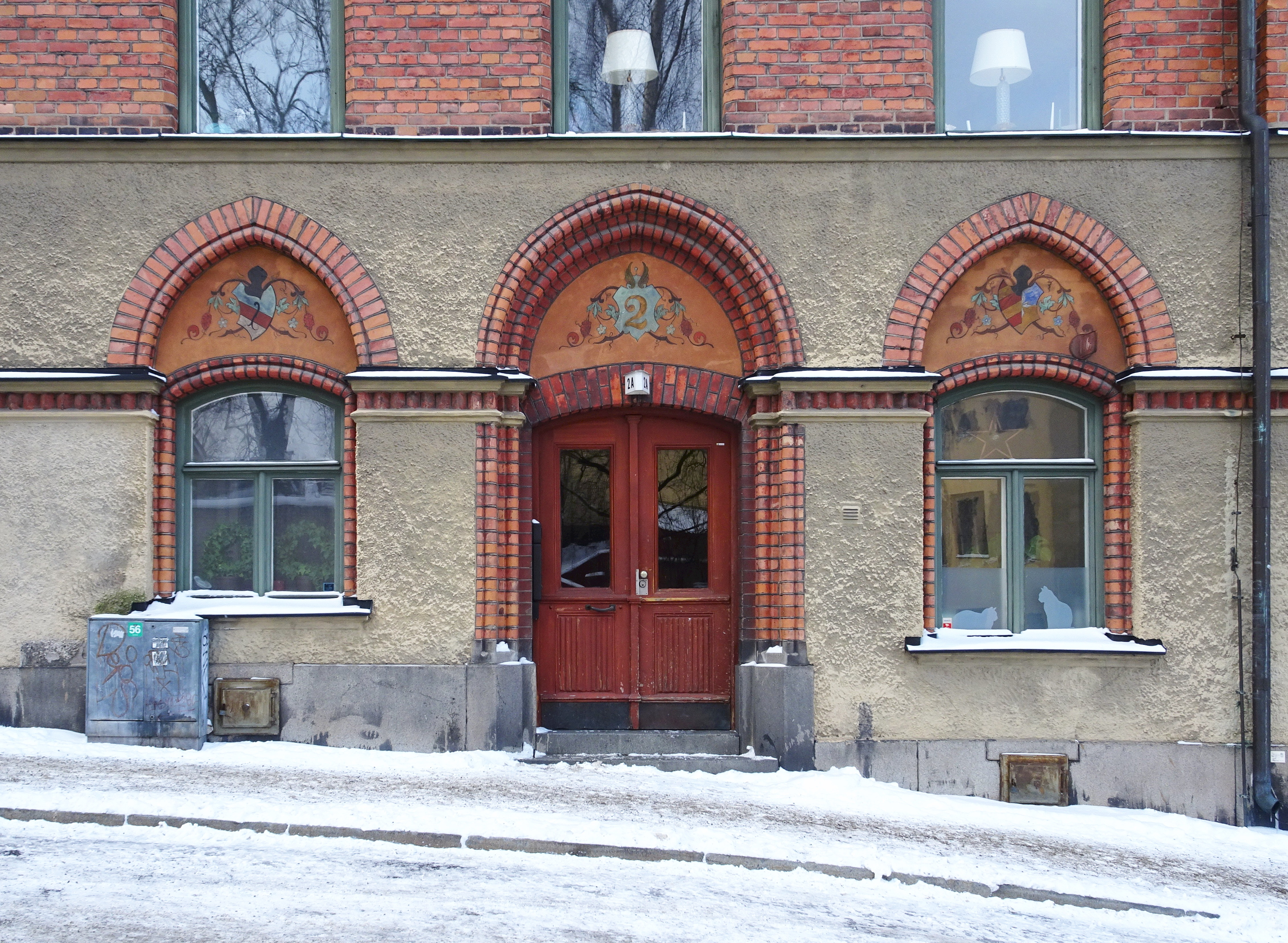
Entrén, Timmermansgatan 2.

Det fem våningar höga bostadshuset vid Timmermansgatan 2A / Bastugatan 38 restes 1889–1890 av byggmästaren, tillika byggherren, Sven Nilsson enligt arkitekten Gustaf Hermanssons ritningar. Till följd av terrängens lutning vilar huset på en hög stensockel mot norr. De historiserande tegelfasaderna varieras med spritputsade fält och dekorationsmålade sköldar och blomstermotiv. Hörnet krönts av ett tornparti med tre hängande hörntorn och trappgavlar. I gavelröstet återfinns byggmästarens initialer S N samt årtal i ankarjärnen.
Grannhuset på Bastugatan 40, väster om Mälarborgen, är sammanbyggt med denna. Det har samma stil som Mälarborgen, men så har det också samma byggherre och arkitekt. De båda husen bidrar till Mariabergets siluett och är vida synliga från Riddarfjärden. På bergets östra sida har de en lika synlig pendang i Mälarpalatset.
År 1892 flyttade konstnären Eugene Jansson in i en våning på Timmermansgatan 2 tillsammans med sin mor och bror. Efter ett kort mellanspel i en våning på Hornsgatan 71 flyttade han redan 1894 till Bastugatan 40 där han bodde fram till sin död. Från Mariaberget skapade han flera av sina målningar av Riddarfjärden.

Originalritningar från 1889.
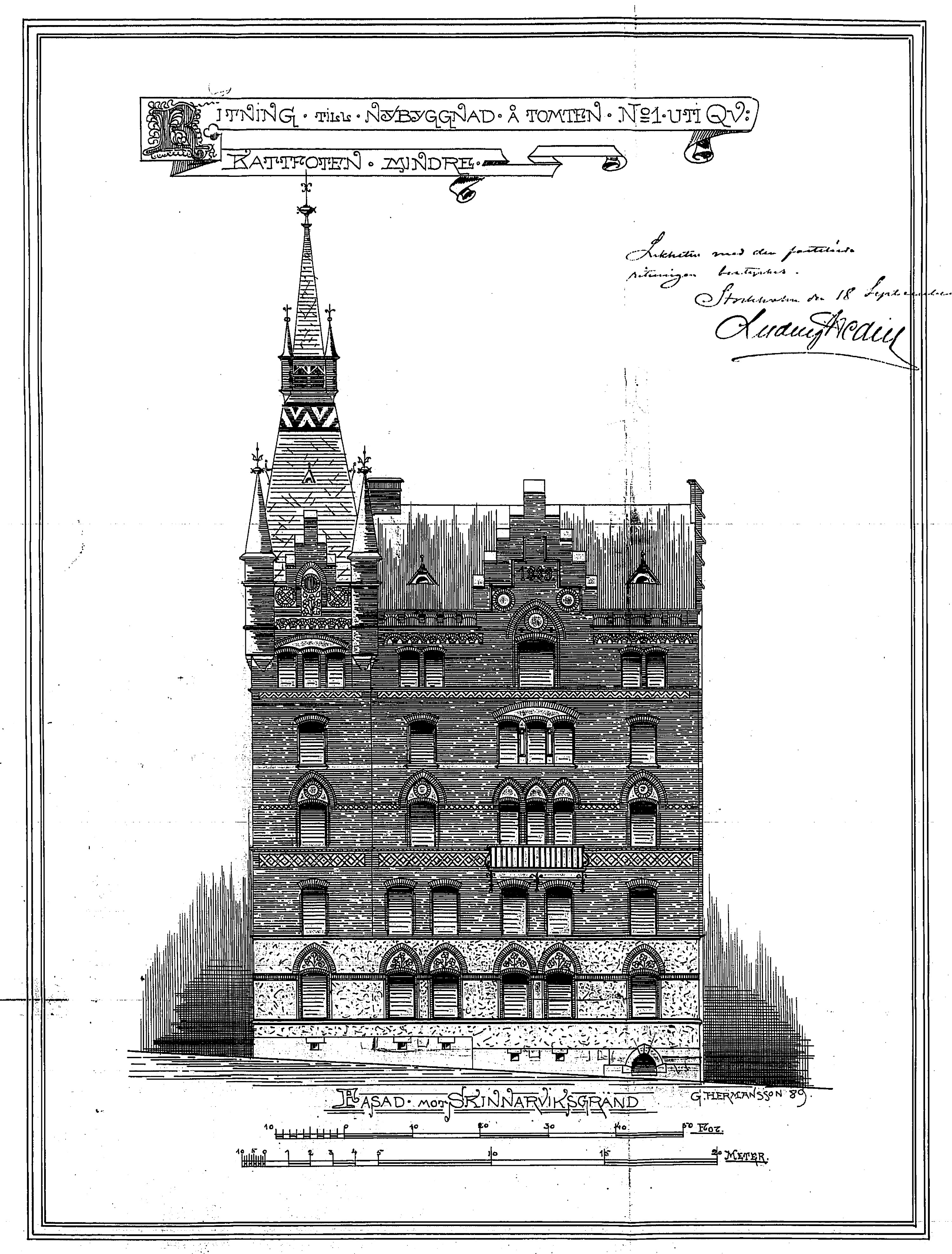
Fasad mot Brännkyrkagatan
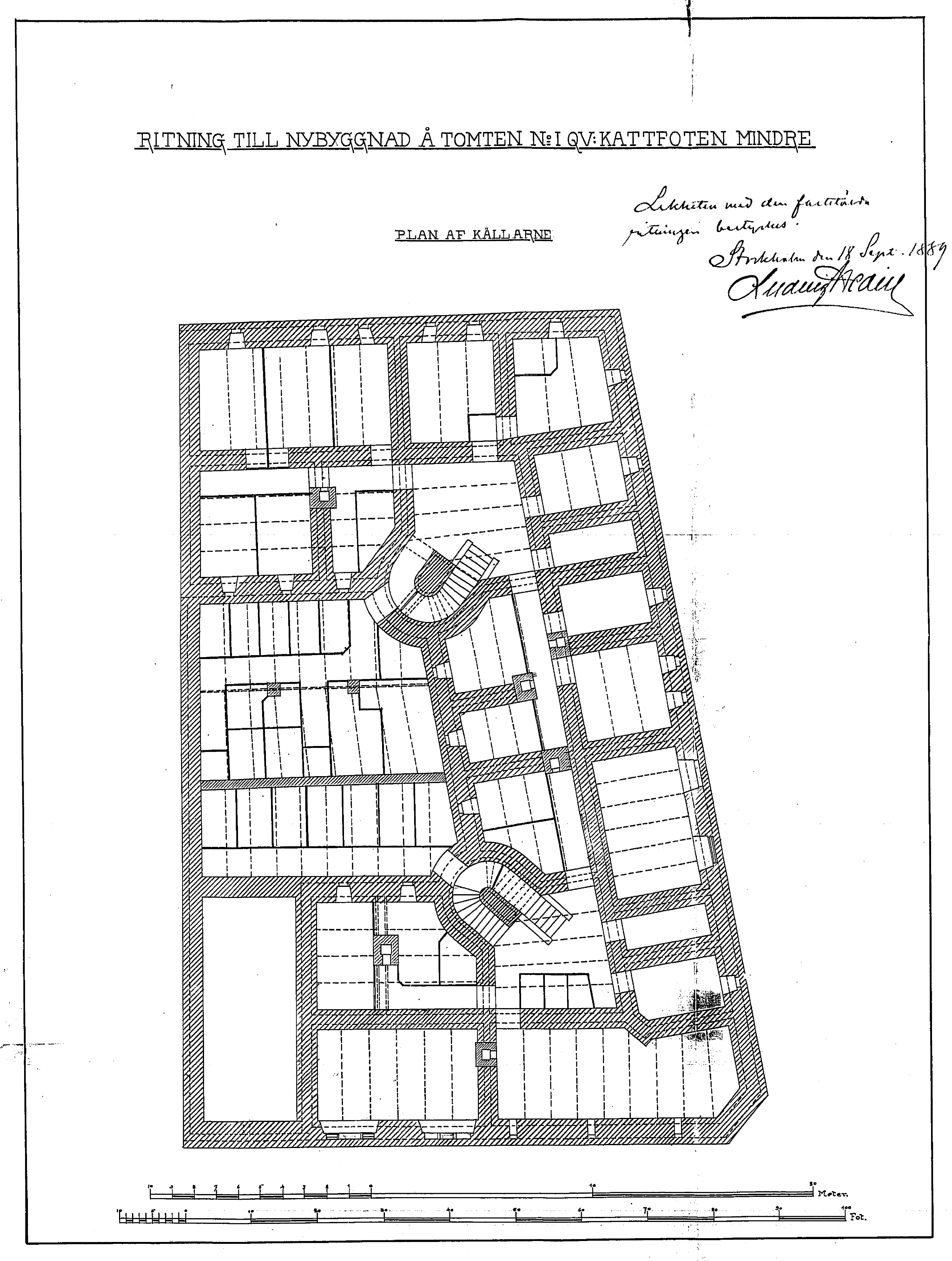
Källare
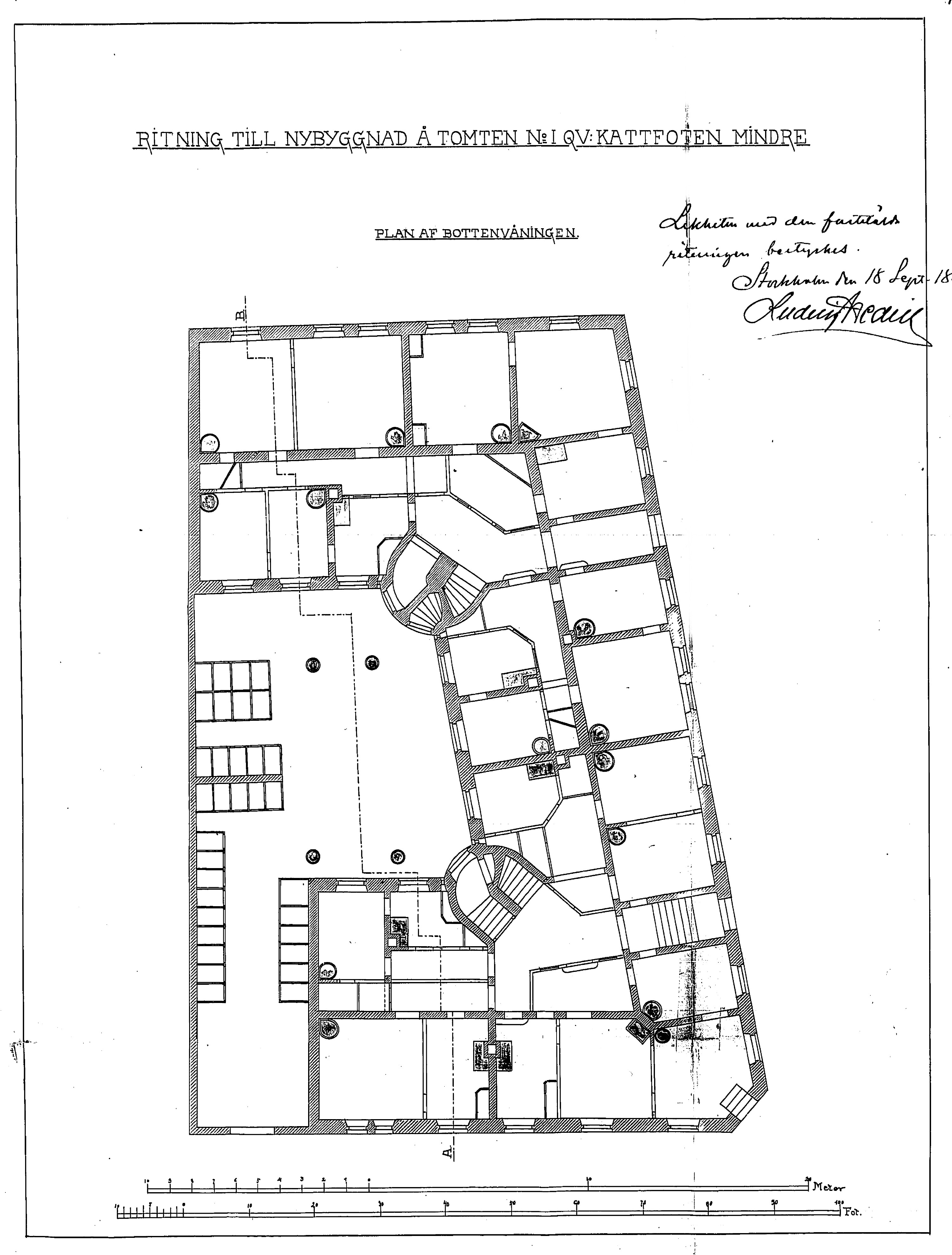
Bottenvåning
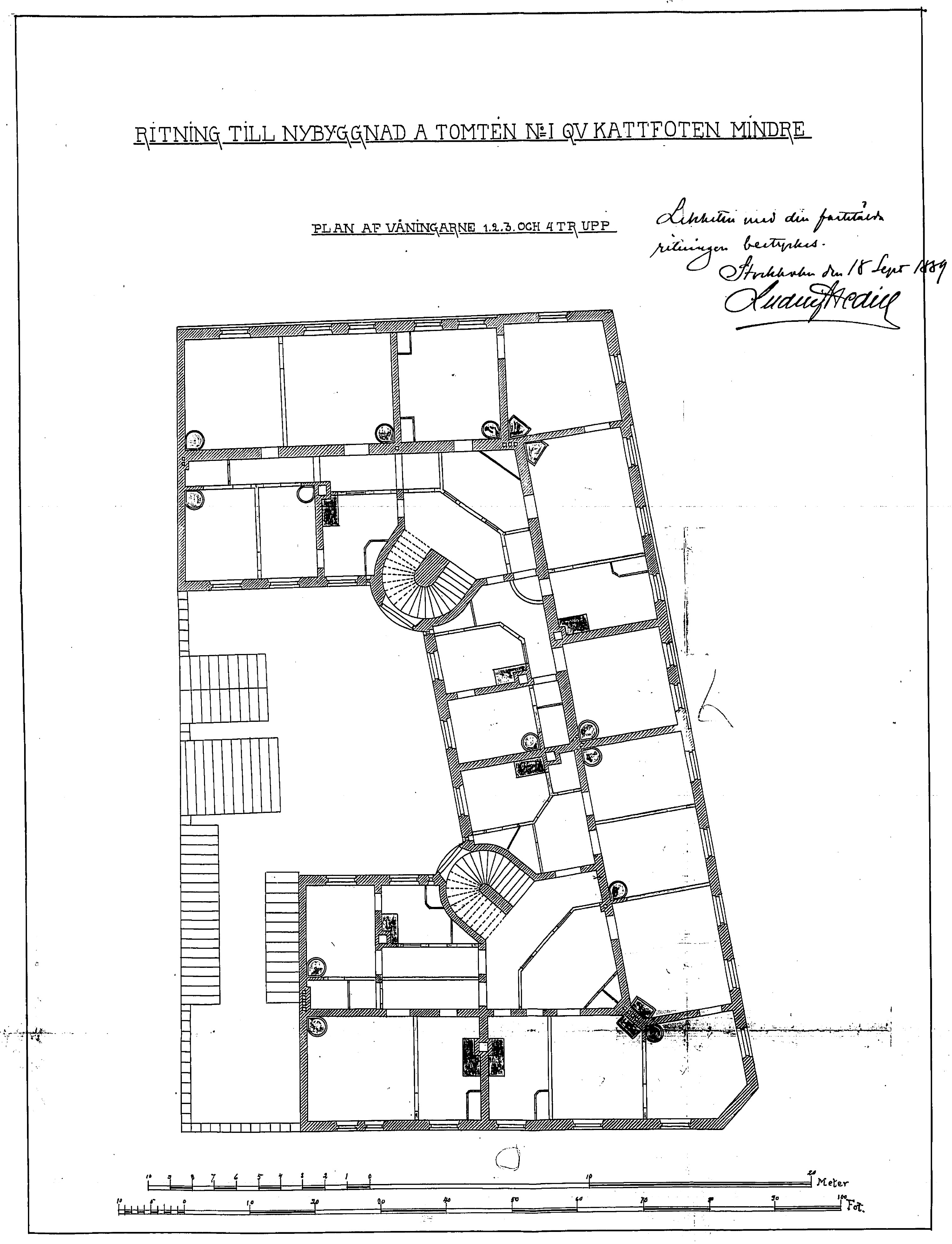
Våning 1-4 trappor
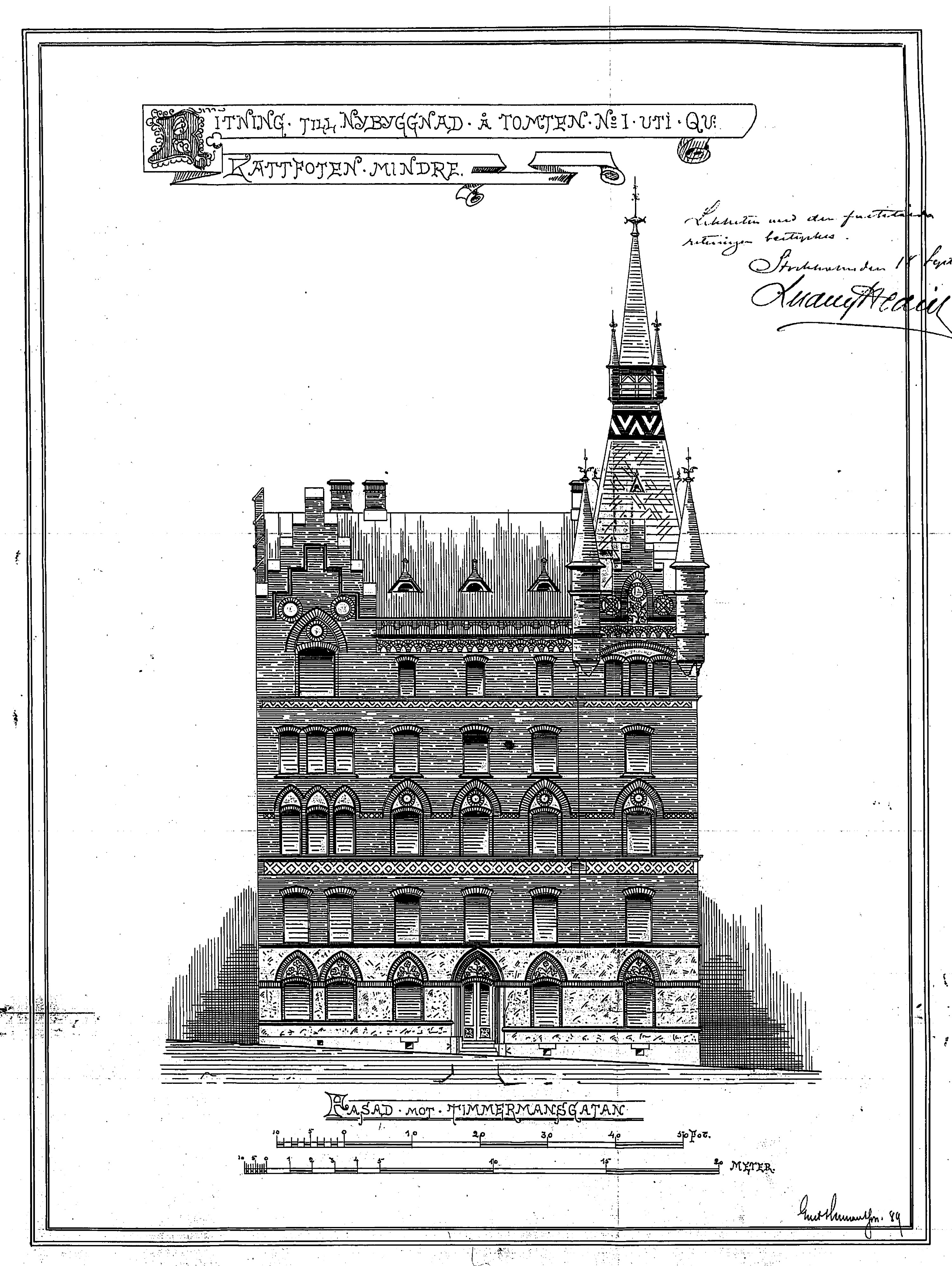
Fasad mot Timmermansgatan